# Агентство США по торговле и развитию
Агентство США по торговле и развитию (англ. The U.S. Trade and Development Agency (USTDA)) — центральный орган государственного управления Соединённых Штатов Америки в области содействия торговле. Является независимым агентством федерального правительства США. Основано в 1961 году. Отвечает за помощь США другим странам в установлении наиболее благоприятного режима торговли, создании инфраструктуры, способствующим развитию рыночной экономики. Директор Агентства и его заместитель назначаются президентом с согласия Сената и действуют в координации с Государственным Секретарем США. Миссия агентства — помощь развивающимся странам в экономическом росте с одновременным предоставлением возможности американским компаниям входа на их рынки с конечной целью создания новых рабочих мест в США. В настоящее время агентство действует в 66 странах.
USTDA работает скоординированно с остальными федеральными агентствами, но, в отличие от Агентствa США по международному развитию (USAID) USTDA всегда делает приоритет в проектах, обеспечивающих экспорт в страну американских товаров и услуг. Как результат этого, большинство проектов USTDA развёрнуты в Латинской Америке, Европе и Восточной Азии. Активность агентства покрывает множество секторов экономики, однако, проекты в области транспорта и энергетики занимают 43 % общего финансирования в 2008 году. В 2008 году USTDA освоило более 46 миллионов долларов США на проекты в 66 странах.
В настоящее время директором USTDA является Леокадия Зак (en:Leocadia I. Zak).
Адрес Агентства: 1000 Wilson Blvd., Suite 1600, Arlington, VA 22209 USA.